# Cheomseongdae
Cheomseongdae (Hangul : 첨성대) este un observator astronomic din Gyeongju, Coreea de Sud. Cheomseongdae înseamnă în coreeană turn astronomic. Cheomseongdae este cel mai vechi observator astronomic din Asia, și posibil chiar din lume, care s-a păstrat până în prezent. A fost construit în secolul al VII-lea în regatul Silla, a cărui capitală era Seorabeol, sau Gyeongju de astăzi (Hangul:경주). Cheomseongdae a fost desemnat a 31-a comoară națională a țării la 20 decembrie 1962. Modelat în baza Jeomseongdae din Baekje, care acum există doar în registrele istorice, Cheomseongdae a influențat construirea unui observator japonez în 675 și a observatorului Duke Zhou în China în 723.

## Istorie
Potrivit cronicii Samguk sagi, Cheomseongdae a fost construit în timpul domniei reginei Seondeok (632-647) în apropierea capitalei regatului. „Cheomseongdae” înseamnă „turn astronomic”.

## Structura
Cheomseongdae are o înălțime de 9,17 metri și este format din trei părți: un stilobat sau o bază pe care este construită o coloană, un corp cilindric curbat și un vârf pătrat. La mijlocul corpului se ridică o fereastră pătrată și intrarea în interiorul structurii. Privit de sus, Cheomseongdae seamănă cu litera coreeană Hanja 井 (Hangul: 정 „jeong”), însemnând „bine”.
Baza pătrată a stilobatului are 5,7 metri lățime și este construită dintr-un singur strat de 12 pietre dreptunghiulare. De la bază până la fereastră, turnul este umplut cu pământ și moloz.
Corpul cilindric al turnului este construit din 365 de bucăți de granit tăiate, simbolizând numărul de zile dintr-un an. Cu toate acestea, diverse documente istorice au raportat diferite numere de pietre. Expertul Sang-Yong Song (1983) citează o analiză din 1962 a sitului realizată de directorul Muzeului Național Gyeongju, Hong Sa-jun, care a găsit 366 de blocuri. Această discrepanță a numărului de pietre poate fi atribuită unor cercetători, care au inclus sau au omis o placă de piatră în partea de sus a turnului și care nu este vizibilă din exterior. Pietrele sunt modelate ca sectoare inelare, ceea ce înseamnă că fiecare piatră ia forma unui dreptunghi curbat sau îndoit.
Stilul său de construcție este asemănător cu cel folosit la Templul Bunhwangsa din Gyeongju.

## Simbolism
Numărul și amplasarea pietrelor din Cheomseongdae au fost teoretizate ca reprezentând diverse personaje istorice și astronomice.
Gaura sau fereastra centrală separă corpul în 12 straturi de pietre atât deasupra cât și dedesubt, simbolizând cele 12 luni dintr-un an și cele 24 de perioade solare din calendarele Asiei de est. În plus, cele 12 pietre care conțin stilobatul pot face referire și ele la cele 12 luni.

## Conservare
Aspectul și forma originală a observatorului Cheomseongdae au rămas neschimbate timp de peste 1.300 de ani; cu toate acestea, acum structura se înclină ușor spre nord-est. În 2007, a fost instalat un sistem pentru a măsura starea Cheomseongdae la fiecare oră. O preocupare deosebită sunt fisurile și deplasările structurale, precum și mișcările pietrelor de temelie. Cheomseongdae este în plus susceptibil de uzură din cauza vârstei sale și a intemperiilor, în special din cauza poluării aerului și a dezechilibrului structural cauzat de subsidența solului. Exteriorul structurii este spălat regulat pentru a îndepărta mușchiul.
Institutul Național de Cercetare a Patrimoniului Cultural din Coreea efectuează inspecții ale structurii în mod regulat din 1981. Administrația municipală a Gyeongju supraveghează gestionarea și conservarea sitului.

## Cultura populară
Cheomseongdae este menționat în serialul popular coreean Secretele de la palat. În drama din 2009, Cheomseongdae a fost construit atunci când regina Seondeok era încă o prințesă; acesta a fost primul ei decret ca prințesă. Cheomseongdae avea menirea de a împărtăși cu toată lumea cunoștințele de astronomie, în loc să existe o singură persoană (doamna Misil) care să abuzeze de aceste cunoștințe. Făcând acest lucru, Seondeok a renunțat și la drepturile sale divine. Deoarece acest lucru era neobișnuit la vremea respectivă și nu a fost susținut de mulți conservatori, la deschiderea Cheomseongdae au apărut foarte puțini nobili.

## Galerie

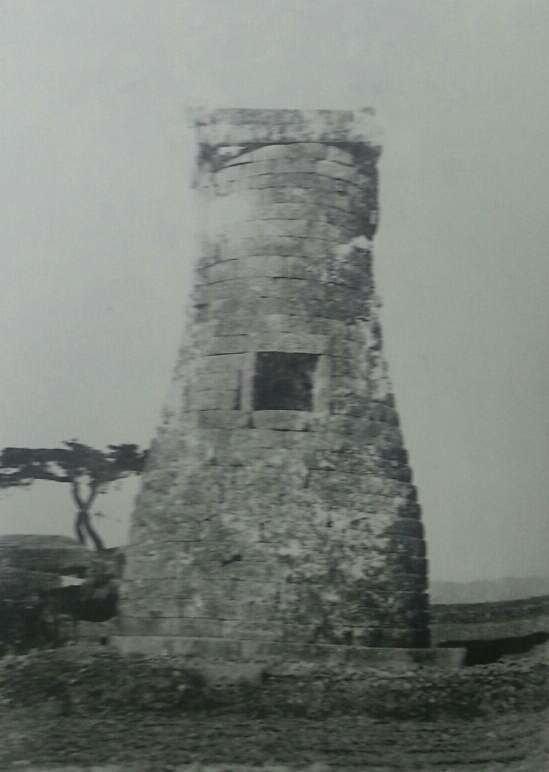
Fotografie istorică din 1930
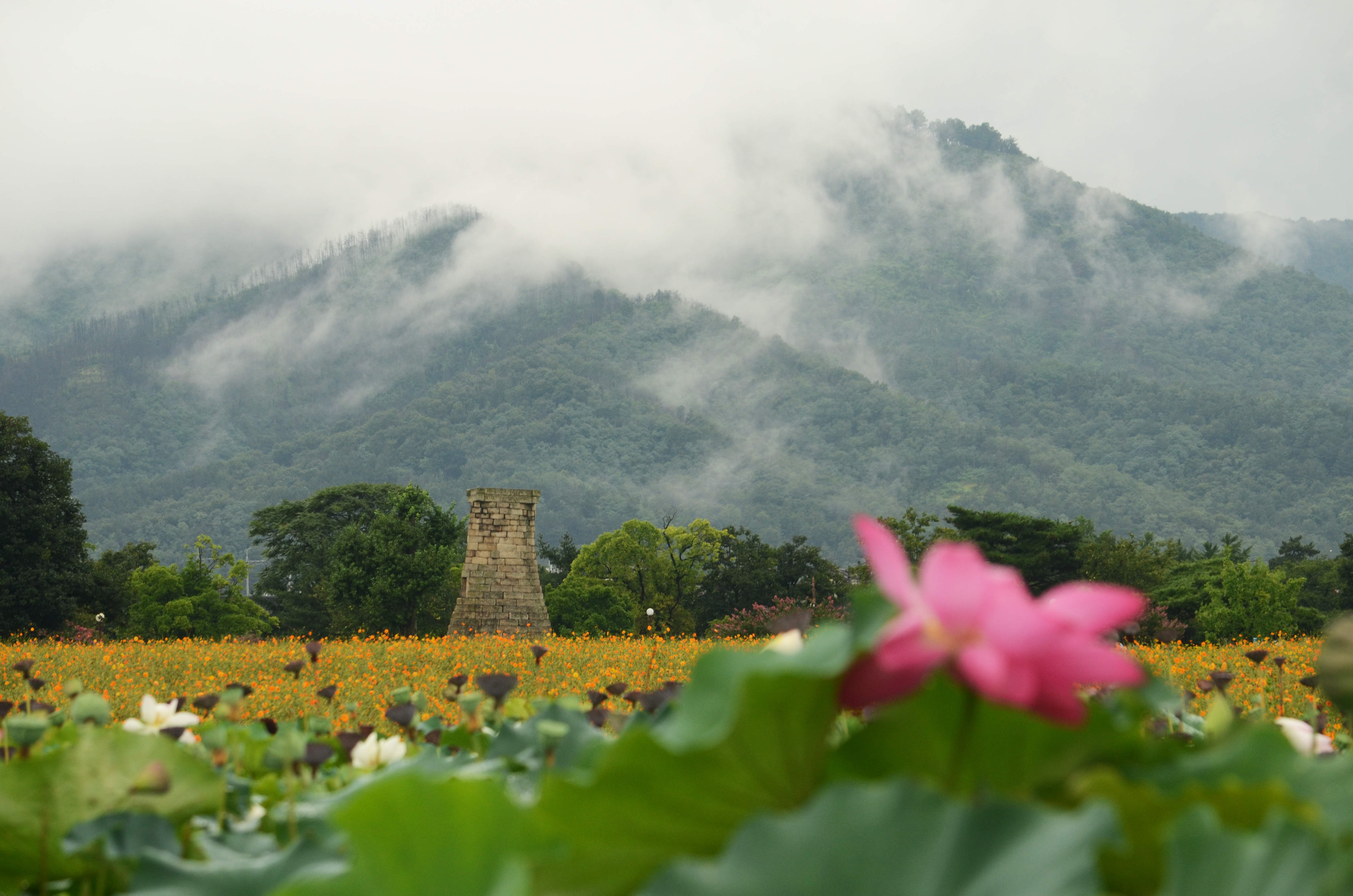
O priveliște ploioasă
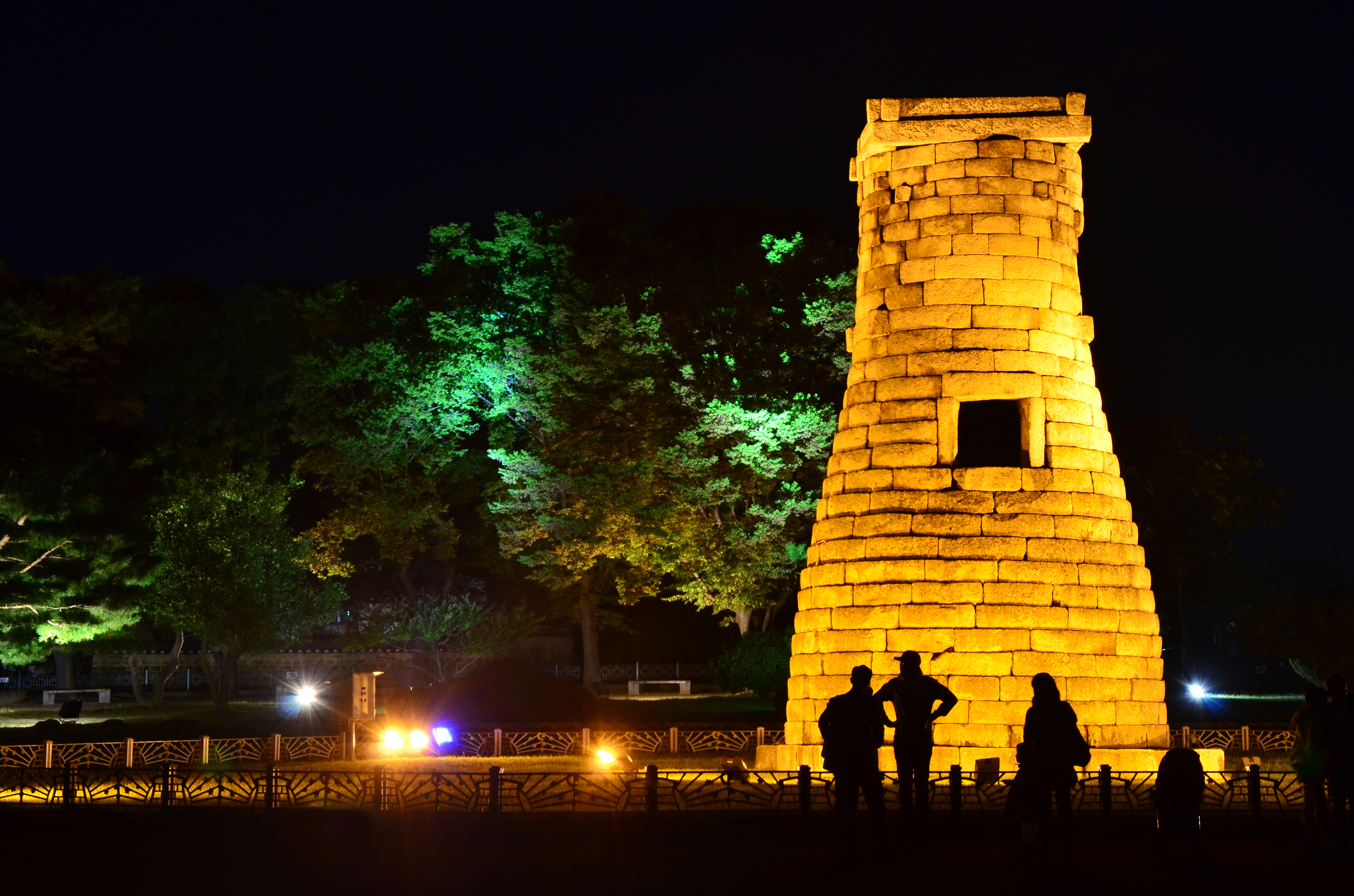
O priveliște nocturnă
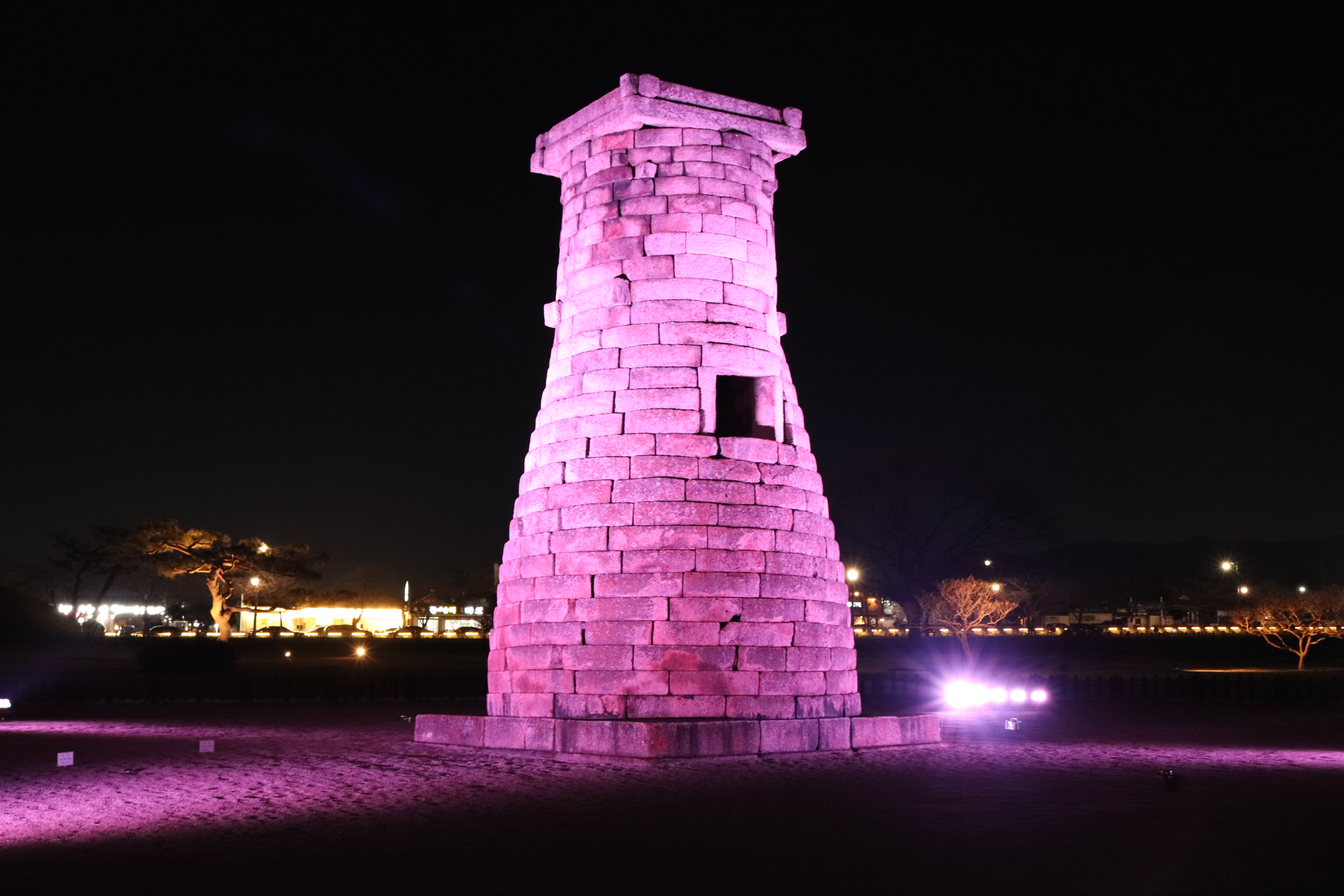
Turnul iluminat în violet